# Reinhold Krohn
Reinhold Krohn (ur. 25 listopada 1852 w Hamburgu, zm. 29 czerwca 1932 w Gdańsku) – prof. zw. statyki i budowy mostów.

## Życiorys
Absolwent studiów w dziedzinie inżynierii budownictwa w Karlsruhe (1869–1873). Asystent (1876), docent (1878) i prof. nadzwyczajny (1881) na Politechnice Akwizgrańskiej.
W latach 1887–1904 naczelny inżynier, później kierownik wydziału budowy mostów w Gutehoffnungshütte w Oberhausen. Pod jego kierunkiem powstały mosty na Renie, Łabie i nad Kanałem Kilońskim.
Od 1904 prof. zwyczajny statyki i budowy mostów na Politechnice Gdańskiej, pierwszy dziekan Wydziału Budownictwa (w roku akademickim 1904–1905 oraz później 1912–1913, 1916–1919), a także w latach 1907–1909 rektor uczelni.
1906 doktor inżynier honoris causa na Politechnice Akwizgrańskiej. Od 1908 dożywotni członek Pruskiej Izby Panów, izby wyższej pruskiego parlamentu. Odznaczony między innymi Pruskim Orderem Koronnym 3.Klasy (1898) oraz 2.Klasy (1913), Orderem Orła Czerwonego 3.Klasy z Kokardą (1909).
Od 1927 członek honorowy Niemieckiego Związku Budownictwa Stalowego.